# 중앙동 (안산시)
중앙동(中央洞)은 경기도 안산시 단원구의 행정동이다.

## 개요
안산시청, 법원 등 주요 공공시설들이 존재한다. 또한 안산의 주요 상업지역인 중앙역 주변과 함께, 광덕대로 중심으로 남북으로 상업 사무 지역을 형성하고 있며, 수도권 전철 4호선 중앙역이 위치한다.
중앙동은 안산시 초기 1986년부터 1988년까지 현재의 고잔동, 중앙동, 호수동 일대를 관할하던 행정동의 이름이었다. 이 명칭이 공식적으로 사용된 기간은 2년이 채 되지 않으나, 지역에서는 중앙동 일대를 관행적으로 중앙동으로 불러왔다.

## 역사
- 조선시대 안산군 인화면(仁化面) 고잔리
- 1914년 4월 1일 시흥군 수암면 고잔리로 개편하였다.
- 1986년 1월 1일 안산시 설치로 안산시 고잔동으로 개편하였고, 행정동 중앙동 관할로 두었다.
- 1988년 중앙동이 고잔1동·고잔2동·성포동으로 분동되어 고잔2동이 되었다.
- 2002년 11월 1일 구제 실시로 단원구 고잔2동.
- 2017년 7월 1일 중앙동으로 환원되었다.[1]

## 주요 시설
- 안산시청
- 서울예술대학교
- JK 병원
- 중앙동 로데오거리

## 교육
- 덕성초등학교
- 중앙초등학교
- 중앙중학교
- 경안고등학교
- 서울예술대학교

## 주거
| 단지명                 | 건설사   | 시행사                                 | 주소              | 주소   | 입주               | 비고                       |
| ---------------------- | -------- | -------------------------------------- | ----------------- | ------ | ------------------ | -------------------------- |
| 안산 센트럴 푸르지오   | 대우건설 | 중앙주공2단지 주택재건축정비사업조합   | 단원구 고잔로 115 | 고잔동 | 2018년 4월         | 중앙주공2단지 재건축       |
| 롯데캐슬 시그니처 중앙 | 롯데건설 | 주공5단지 2구역 주택재건축정비사업조합 | 단원구 당곡1로 10 | 고잔동 | 2027년 11월 (예정) | 중앙주공5단지 2구역 재건축 |